# Alpes de Brandenberg
Les Alpes de Brandenberg sont un massif des Préalpes orientales septentrionales. Il s'élève dans le Land du Tyrol en Autriche. Leur nom provient de la ville de Brandenberg, au sein du massif.
Les Alpes de Brandenberg sont traditionnellement comprises dans les Alpes bavaroises. Le Hochiss est le point culminant du massif.

## Géographie

### Situation

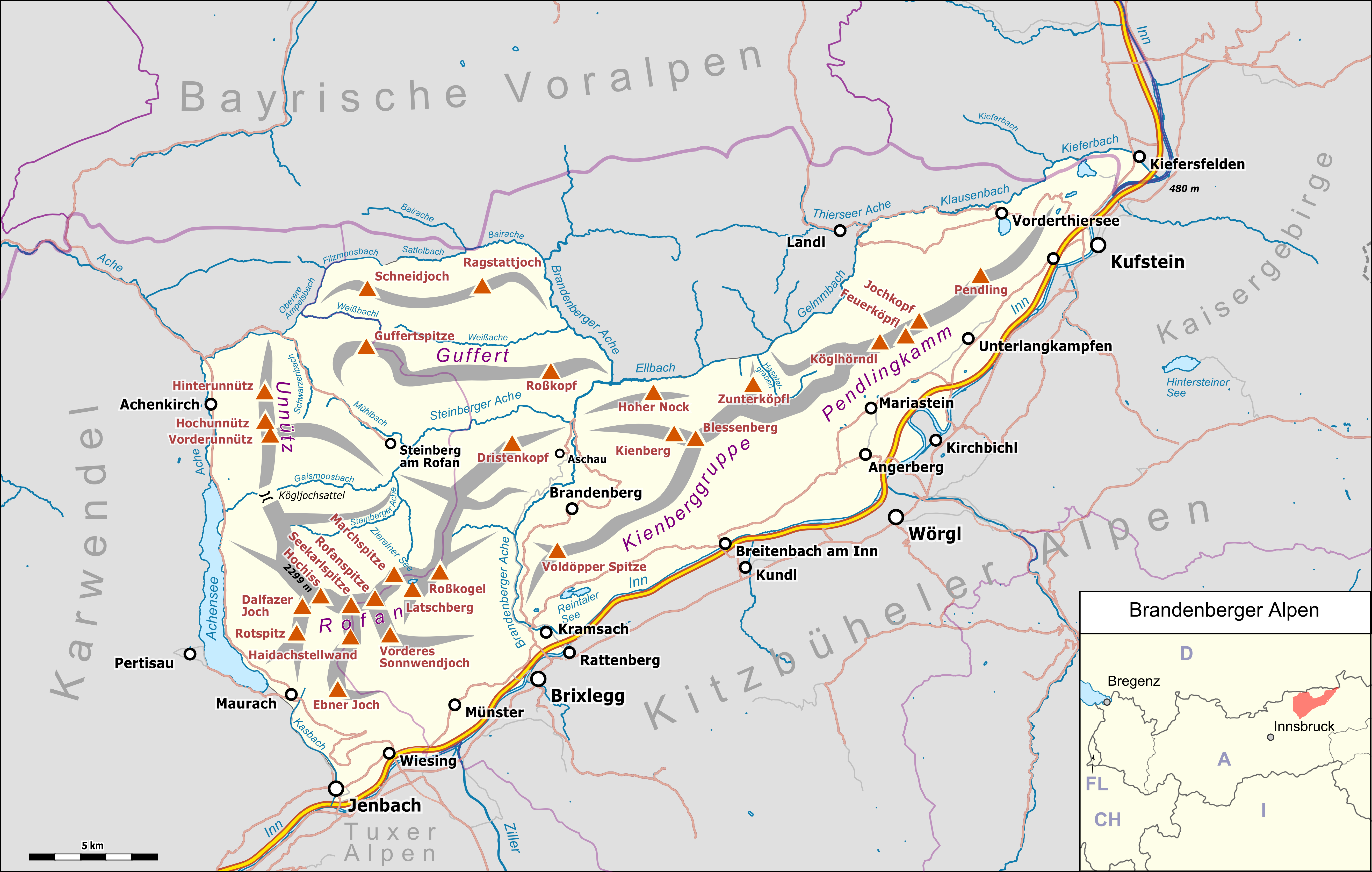
Les chaînons et les sommets des Alpes de Brandenberg.

Le massif s'étend de l'Achensee et la commune d'Achenkirch à l'ouest jusqu'à la vallée de l'Inn et la ville de Kufstein au sud-est. Il est entouré par les Préalpes bavaroises au nord, le Kaisergebirge à l'est et le massif des Karwendel à l'ouest. Au-delà de l'Inn au sud-est, les Alpes de Brandenberg bordent les Alpes de Kitzbühel et les Alpes de Tux appartenant aux Alpes orientales centrales.
Le massif est composé principalement du chaînon du Rofan dans la zone située à l'ouest de la Brandenberger Ache. Au nord de Steinberg am Rofan, le Guffert et l'Unnütze constituent des chaînons isolés. La partie est s'étend du Voldöppberg au sud-ouest au Pendling au nord-est.

### Sommets principaux

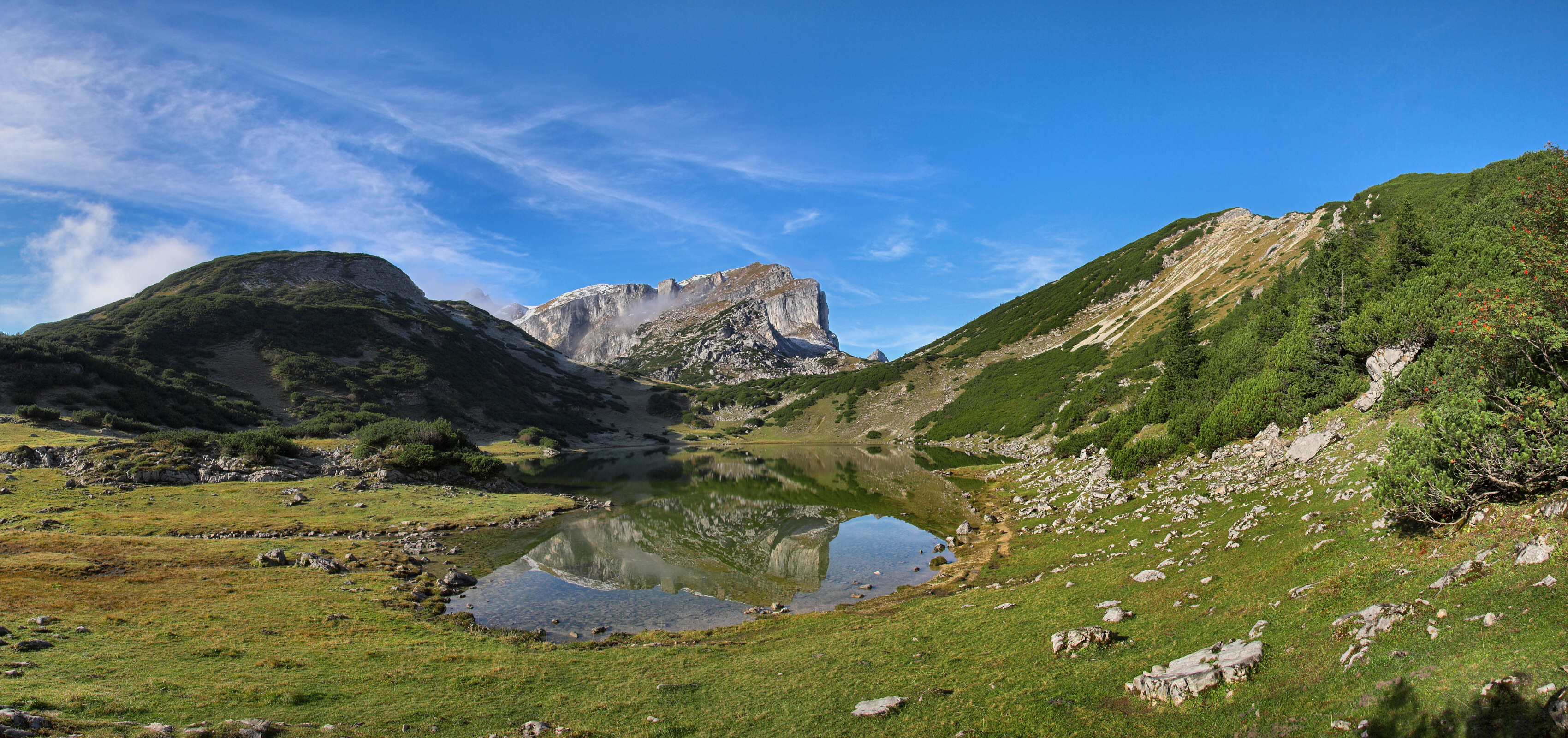
Le lac de Zirein et le Rofanspitze en arrière-plan

- Hochiss, 2 299 m
- Seekarlspitze, 2 261 m
- Rofanspitze, 2 259 m
- Rosskopf (de), 2 246 m
- Spieljoch (de), 2 236 m
- Dalfázer Joch, 2 233 m
- Sagzahn (de), 2 228 m
- Vorderes Sonnwendjoch (de), 2 224 m
- Dalfázer Wand, 2 210 m
- Dalfázer Köpfln, 2 208 m
- Guffert, 2 194 m
- Haidachstellwand, 2 192 m
- Schokoladetafel, 2 165 m
- Stuhljöchl, 2 157 m
- Dalfázer Rosskopf, 2 143 m
- Kotalmjoch, 2 122 m
- Grubascharte, 2 102 m
- Unnütze, 2 078 m
- Rotspitz (de), 2 067 m
- Klobenjochspitze, 2 041 m

## Activités

### Stations de sports d'hiver
- Achenkirch
- Eben am Achensee
- Kramsach